# Luciano Cáceres
Luciano Cáceres (Buenos Aires, 24 gennaio 1977) è un attore argentino.
È noto soprattutto per il suo ruolo ne Il mondo di Patty, in cui interpreta Germano, un ragazzo innamorato di Ines, la direttrice della Pretty Land School of Arts. È sposato con Gloria Carrá e da cui ha avuto una figlia nel 2009, Amelia.

## Filmografia
- El hombre (1999)
- Primicias  (2000)
- Rodrigo, la película (2001)
- Garúa (2001)
- Leviatán: El juego (2004)
- The Desire (2004)
- El amor (prima parte) (2005)
- Amor en custodia (2005)
- Se dice amor (2006)
- Doble venganza (2006)
- Aparecidos (2007)
- Encarnacion (2007)
- Il mondo di Patty (Patito Feo)  (2007-2008)
- Botineras (2009)
- A Fly in the Ashes (2009)
- Lo que el tiempo nos dejó (2010)
- Le due facce dell'amore (2010)
- Carne de neón (2010)
- Colpo di fulmine (2010)
- El elegido (2011)
- Graduados (2012)
- Señores Papis (2014)
- Los ricos no piden permiso (2015-2016)
- Box 314 - La rapina di Valencia (Cien años de perdón), regia di Daniel Calparsoro (2016)
- Il figlio (2019)
- El nido, regia di Mattia Temponi (2021)